# Heteromyidae

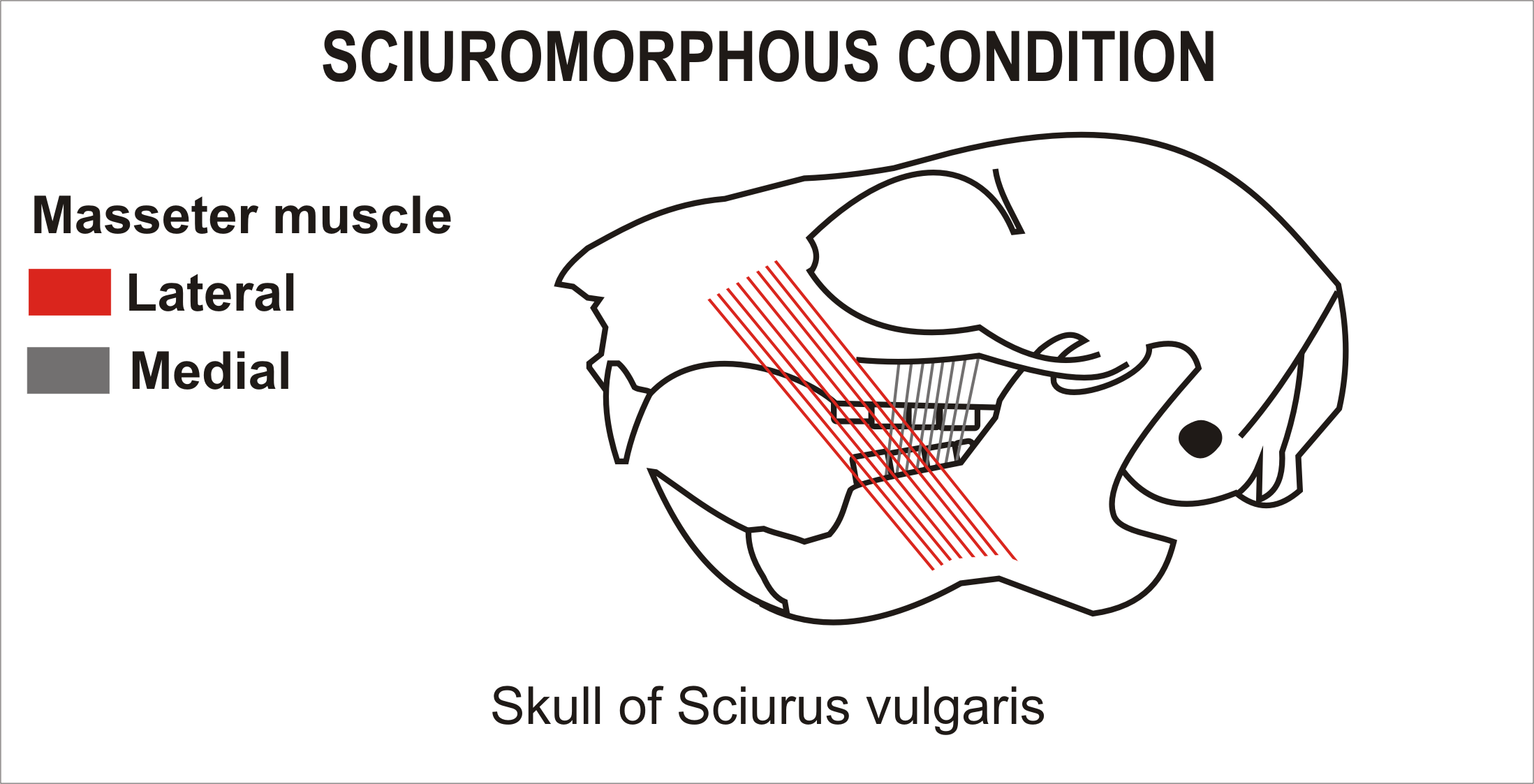
Fig.1

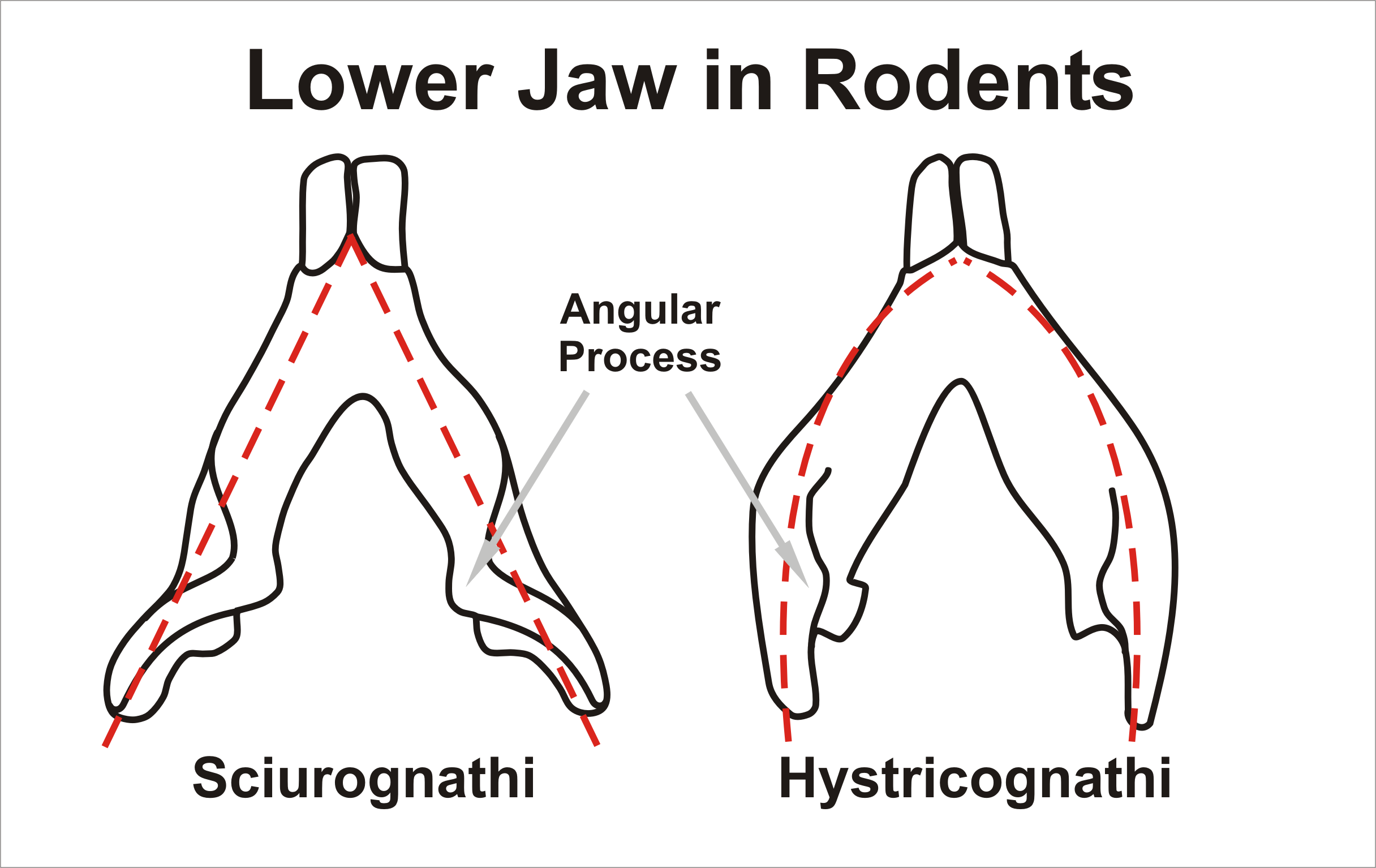
Fig.2

Gli Eteromiidi (Heteromyidae Gray, 1868) sono una famiglia di roditori originaria del Continente americano alla quale appartengono i ratti e topi canguro e i topi dalle tasche.

## Descrizione

### Dimensioni
La famiglia comprende roditori di piccole e medie dimensioni con la lunghezza della testa e del corpo tra 60 e 200 mm, una lunghezza della coda tra 45 e 215 mm e un peso fino a 180 g.

### Caratteristiche ossee e dentarie
Il cranio è delicato e presenta solitamente la regione inter-orbitale più ampia del rostro, le ossa nasali che si estendono oltre gli incisivi e le arcate zigomatiche sottili e filiformi. La struttura del muscolo massetere è di tipo sciuromorfo (Fig.1), il foro infra-orbitale è modificato in un canale che attraversa le orbite per aprirsi sui lati del rostro. Le bolle timpaniche risultano alquanto rigonfie, la mandibola è poco sviluppata e di tipo sciuroganto (Fig.2). Gli incisivi sono stretti mentre i molari hanno la corona elevata e le radici, eccetto nel genere Dipodomys, dove sono a crescita continua. La loro struttura è semplificata, con le cuspidi ridotte a quattro tubercoli. È sempre presente un premolare su ogni semi-arcata. I piccoli ossicini dell'orecchio, l'incudine ed il martello, sono separati.

### Aspetto
L'aspetto generale è quello di un topo con delle modifiche più o meno evidenti ad un'andatura saltatoria, ovvero con le zampe posteriori notevolmente allungate e la coda estremamente lunga terminante con un ciuffo. La pelliccia è generalmente soffice e setosa con eccezione di alcune forme dove è cosparsa di peli spinosi, la testa è grande, con grandi occhi ed orecchie relativamente piccole. Sono presenti delle tasche guanciali esterne rivestite di pelo. Le zampe posteriori sono notevolmente allungate nei topi saltatori dei generi Microdipodops e Dipodomys, i quali hanno un'andatura tipicamente bipede, con le zampe anteriori più corte e poco sviluppate. Gli altri generi hanno modifiche agli arti meno evidenti. La coda è generalmente più lunga della testa e del corpo ed è ricoperta densamente di peli. La fibula è fusa con la tibia.

## Diffusione ed habitat
Sono roditori terricoli più o meno adattati ad un'andatura saltatoria diffusi principalmente nelle zone desertiche del Nordamerica e in tutti gli habitat dell'America centrale e della parte nord-occidentale dell'America meridionale.

## Tassonomia
Gli Eteromiidi comprendono 60 specie, suddivise in sei generi:
- Le bolle timpaniche non sono rigonfie.
  - Sottofamiglia Heteromyinae
    - Liomys
    - Heteromys
- Le bolle timpaniche sono mediamente od enormemente rigonfie.
  - Sottofamiglia Perognathinae (Coues, 1875) - Le zampe posteriori non sono eccessivamente allungate.
    - Chaetodipus
    - Perognathus

  - Sottofamiglia Dipodomyinae (Gervais, 1853) - Le zampe posteriori sono eccessivamente allungate.
    - Dipodomys
    - Microdipodops

## Evoluzione
La famiglia è presente nell'America settentrionale dall'Oligocene, mentre in America meridionale soltanto recentemente.